# Aerangis gracillima
Espèce
Synonymes
- Angraecum gracillimum Kraenzl.[1]
- Barombia gracillima (Kraenzl.) Schltr.[1]

Aerangis gracillima (Kraenzl.) J.C. Arends & J.Stewart est une espèce de plantes à fleurs de la famille des Orchidaceae et du genre Aerangis, présente au Cameroun et au Gabon.

## Description
C'est une herbe épiphyte, avec une tige pendante, cylindrique, des feuilles obovales à lancéolées, coriaces, inégalement bilobées, le sommet des lobes aigus à obtus, une inflorescence lâche, atteignant 80 cm, pendante, ayant jusqu’à 12 fleurs, des fleurs résupinées, grandes, d'un blanc verdâtre, un labelle linéaire lancéolé à elliptique et acuminé.

## Distribution
Assez rare, elle a néanmoins été récoltée dans plusieurs régions du Cameroun (Sud-Ouest, Centre, Sud) et au Gabon.